# Blood on the Risers
Blood on the Risers oder auch Blood upon the Risers ist ein weit bekanntes traditionell militärisches Lied der amerikanischen Fallschirmspringer im Zweiten Weltkrieg. Die Melodie wurde von „The Battle Hymn of the Republic“  entnommen. 

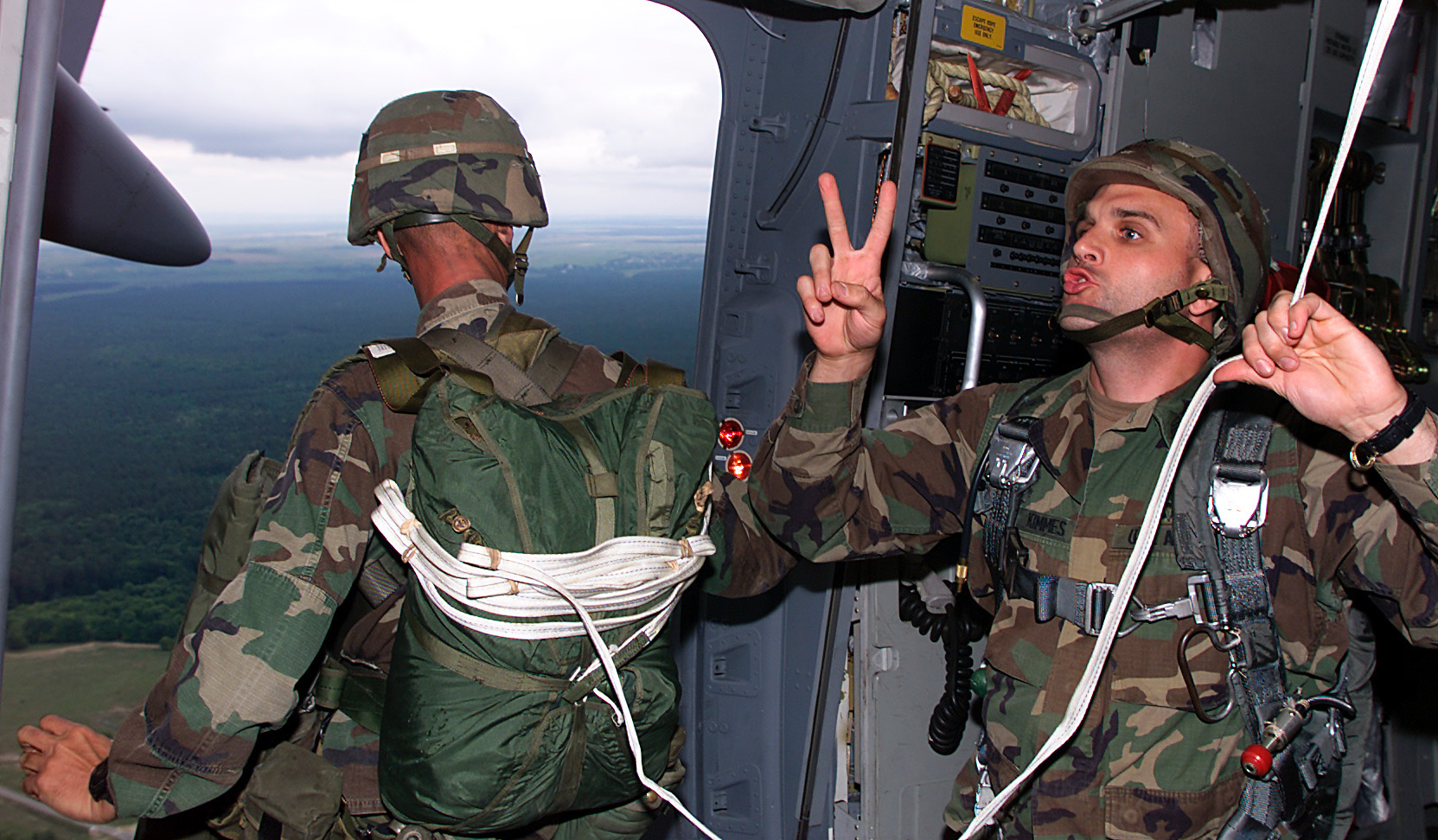
Ein Springer, die weiße Aufziehleine ist gut sichtbar

Der Liedtext handelt von einem Fallschirmspringer beim Militär, dessen Aufziehleine nicht eingehakt ist, als er aus dem Flugzeug springt. Ohne diese Aufziehleine öffnet sich der Hauptfallschirm nicht. Als er den Reservefallschirm zieht, verwickelt dieser sich zuerst mit seinen Füßen und dann mit seinem ganzen Körper. Am Ende fällt er in den Tod und schlägt hart auf dem Boden auf.